# Carrera de montaña

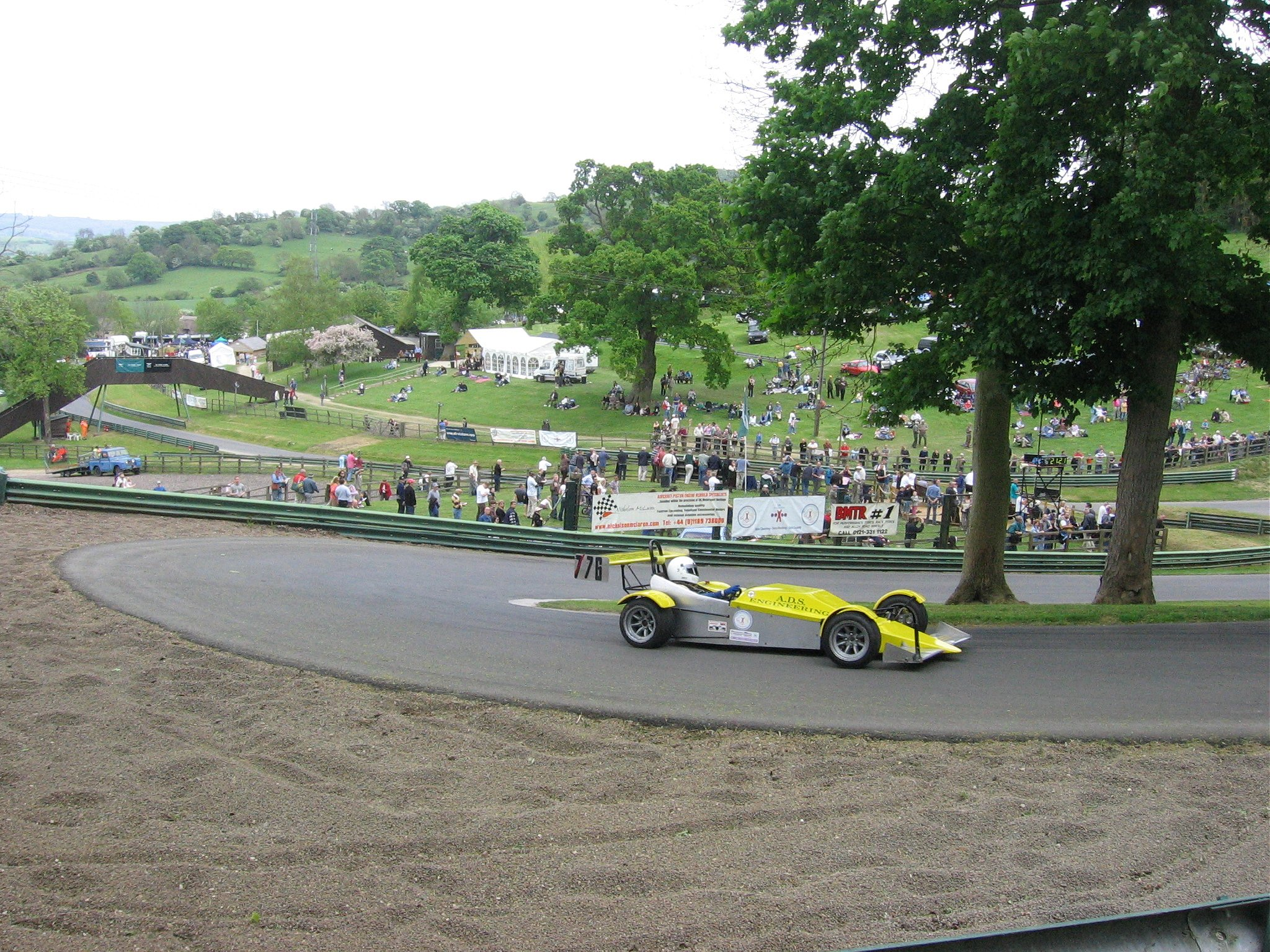
Un monoplaza en la carrera de montaña de Prescott, Inglaterra.

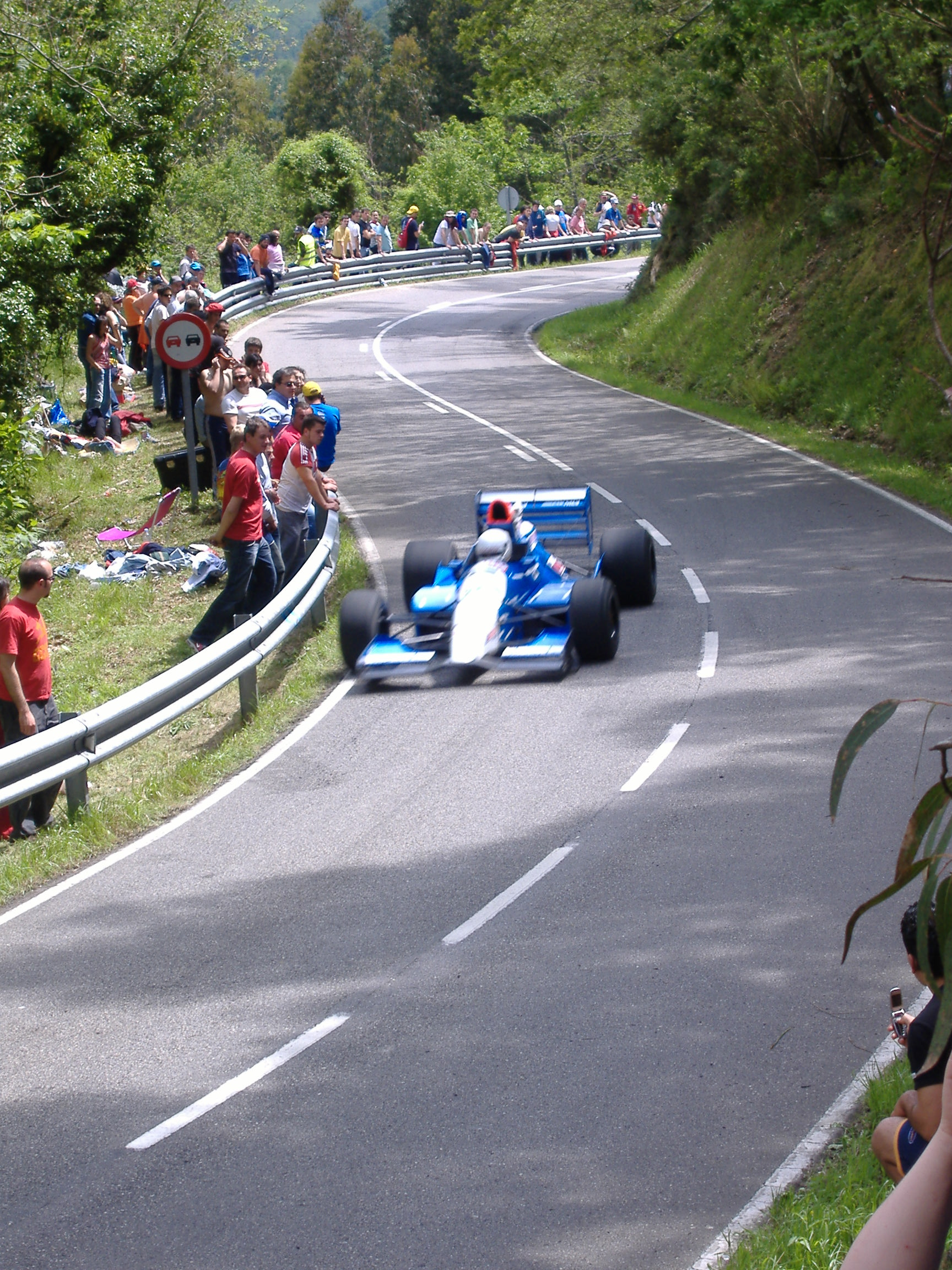
Un fórmula compitiendo en la subida al Fito, Campeonato de Europa de Montaña.

Las carreras de montaña es una disciplina de automovilismo y motociclismo que se disputa en recorridos cortos de puertos de montaña con pendientes elevadas. Cuando la llegada está a una altitud mayor que la salida, se habla de una carrera de trepada, subida o ascenso de montaña; cuando la meta está por debajo de la largada, se dice que la carrera es de descenso o bajada de montaña.
Al igual que en el rally, las carreras tienen formato contrarreloj. Los pilotos salen separados entre sí por varios segundos, de manera que el piloto se enfrenta al reloj y no precisa adelantar rivales. Los trazados, de entre 1 y 10 km de longitud, se recorren entre una y cuatro veces según el reglamento de la carrera. En el caso de carreras con automóviles, se suelen usar turismos y gran turismos, ya que los monoplazas son más peligrosos para los pilotos en caso de vuelcos.
La Federación Internacional del Automóvil organiza el Campeonato Europeo de Montaña, y en varios países europeos existen torneos nacionales y regionales, en particular los alpinos. Algunas carreras de montaña formaron parte del Campeonato Mundial de Resistencia. En Europa, este tipo de carreras se lleva a cabo sobre superficies asfaltadas, mientras que en Estados Unidos también se usan caminos de gravilla, tales como el Pikes Peak. Varios pilotos de carreras de montaña cambian a otras disciplinas, tales como la Fórmula 1; entre ellos se encuentran Hans Stuck y Jim Clark.
La Real Federación Española de Automovilismo organiza el Campeonato de España de Montaña, algunas de cuyas fechas pertenecen además a campeonatos internacionales.